# Fakai
Fakai es una localidad del estado de Kebbi, en Nigeria. Según el censo de 2006, tiene una población de 119 772 habitantes.
Está ubicada al noroeste del país, cerca de la confluencia del río Sokoto con el río Níger, y de la frontera con Níger y Benín.